# بول بيتاني
بول بيتاني (بالإنجليزية: Paul Bettany) (المولود في 27 مايو 1971) هو ممثل إنجليزي الذي تألق في أدوار كثيرة في أفلام وأساليب متنوعة. كان قد رشح لجائزة بافتا وجائزة نقابة ممثلي الشاشة.

## النشأة
ولد بيتاني في شبردز بوش، لندن، ابن آن مغنية مسرح ومعلمة مسرح ومديرة مسرح، وابن ثاين بيتاني راقص وممثل ومعلم تمثيل مسرحيات. لبيتاني أخت صغيرة، سارة، وكان له أخ أصغر، ماثيو (المتوفي حالياً). كان ثاين يعلم في مدرسة كوينزوود الداخلية للفتيات في هيرتفوردشير، عاشت العائلة في حرم الجامعة. بعد وفاة أخيه بقليل ترك بيتاني بيته وذهب للعيش وحده في لندن وتطلق أبواه بعد ذلك بقليل. عاش في شقة صغيرة وكان يعمل كعازف غيتار متجول في الطريق.

## الحياة الشخصية
في رأس سنة عام 2003، تزوج بيتاني الممثلة جنيفر كونلي في حفل زفاف صغير حضره دائرة صغيرة من الأصدقاء وأفراد العائلة المقربين؛ لقد بدأا التواعد عندما مثلا سوياً في عقل جميل. وانتقل للعيش في بروكلين، نيويورك مع كونيلي وابنها كاي. ولد ابنهما ستيلان في 5 أغسطس 2003.
بيتاني الذي ولد كاثوليكياً، أصبح الآن ملحداً.

## الفيلموغرافيا
| السنة | الفيلم                                     | الدور                  | ملاحظات |
| ----- | ------------------------------------------ | ---------------------- | --- |
| 1997  | بينت                                       | كابتن                  | |
| 1997  | شاربس واترلو                               | أمير أورانج ويليام     | فيلم تلفزيوني مجزأ |
| 1998  | عائد للبيت                                 | إدوارد كاري-لويس       | فيلم تلفزيوني |
| 1998  | شبكة قاتلة                                 | جو هانتر               | مسلسل تلفزيوني قصير |
| 1998  | فتيات اليابسة                              | فيليب                  | |
| 1999  | كل امرأة تعرف سر                           | روب                    | مسلسل تلفزيوني قصير |
| 1999  | بعد المطر                                  | ستيف                   | |
| 2000  | قبلة قبلة (طلقة طلقة)                      | جيمي                   | |
| 2000  | نادي الانتحار                              | شاو                    | |
| 2000  | دافيد كوبرفيلد                             | جايمس ستيرفورث         | فيلم تلفزيوني |
| 2000  | رضاع ميتون                                 | كوينتين                | |
| 2000  | رجل العصابات رقم واحد                      | رجل عصابات شاب         | ترشح — جائزة الأفلام المستقلة البريطانية لأفضل ممثل                                                                        |
| 2001  | قصة فارس                                   | جيفري تشوسر            | للأفلام جائزة دائرة نقاد لندن للأفلام لأفضل ممثل مساند للسنة ترشح — جائزة جمعية نقاد شيكاغو للأفلام لأفضل ممثل واعد        |
| 2001  | عقل جميل                                   | تشارلز هيرمان          | ترشح — جائزة دائرة نقاد لندن للأفلام لأفضل ممثل مساند للسنة ترشح — جائزة نقابة ممثلي الشاشة لأداء رائع لطاقم تمثيل في فيلم |
| 2002  | طريق إيوستون                               | "واي"                  | فيلم قصير |
| 2002  | قلب نفسي                                   | ريكي                   | |
| 2003  | [[الربان والقائد: الجانب البعيد عن الوطن]] | الدكتور ستيفان ماتورين | جائزة دائرة نقاد لندن للأفلام لأفضل ممثل بريطاني للسنة ترشح — جائزة بافتا لأفضل ممثل في دور ثانوي                          |
| 2003  | الحساب                                     | نيكولاس                | |
| 2003  | دوغفيل                                     | توم إديسون             | |
| 2004  | ويمبلدون                                   | بيتر كولت              | ترشح — جائزة الإمبراطورية لأفضل ممثل بريطاني                                                                               |
| 2006  | جدار النار                                 | بيل كوكس               | |
| 2006  | شيفرة دا فينشي                             | سيلاس                  | |
| 2008  | الرجل الحديدي                              | جارفيس                 | صوت فقط |
| 2008  | حياة النحل السرية                          | تي. راي أوينز          | |
| 2008  | قلب الحبر                                  | داستفينغر              | |
| 2008  | خطوط مكسورة                                | تشيستر                 | |
| 2009  | فيكتوريا الصغيرة                           | لورد ميلبورن           | |
| 2009  | الخليقة                                    | تشارلز داروين          | |
| 2010  | الفيلق                                     | مايكل                  | |
| 2010  | الرجل الحديدي 2                            | جارفيس                 | قيد الإنتاج (صوت فقط) |
| 2010  | رجل دين                                    | إيفان أيزاك            | مرحلة قبل الإنتاج |

## وصلات خارجية
- بول بيتاني على موقع IMDb (الإنجليزية)
- بول بيتاني على موقع روتن توميتوز (الإنجليزية)
- بول بيتاني على موقع مونزينجر (الألمانية)
- بول بيتاني على موقع قاعدة بيانات الأفلام العربية
- بول بيتاني على موقع ألو سيني (الفرنسية)
- بول بيتاني على موقع ميوزك برينز (الإنجليزية)
- بول بيتاني على موقع أول موفي (الإنجليزية)
- بول بيتاني على موقع بوكس أوفيس موجو (الإنجليزية)
- بول بيتاني على موقع قاعدة بيانات الأفلام السويدية (السويدية)
- بول بيتاني على موقع إن إن دي بي (الإنجليزية)

بول بيتاني في قاعدة بيانات الأفلام
}}